# جاذبه (ترانه سارا باریلز)
«جاذبه» تک‌آهنگی از هنرمند اهل ایالات متحده آمریکا سارا باریلز است که در سال ۲۰۰۹ میلادی منتشر شد.